# Cantonul Mirambeau
Cantonul Mirambeau este un canton din arondismentul Jonzac, departamentul Charente-Maritime, regiunea Poitou-Charentes, Franța.

## Comune
| Comune                     | Populație (1999) | Cod poștal | Cod INSEE |
| -------------------------- | ---------------- | ---------- | --------- |
| Allas-Bocage               | 175              | 17150      | 17005     |
| Boisredon                  | 621              | 17150      | 17052     |
| Consac                     | 237              | 17150      | 17116     |
| Courpignac                 | 400              | 17130      | 17129     |
| Mirambeau                  | 1 454            | 17150      | 17236     |
| Nieul-le-Virouil           | 557              | 17150      | 17263     |
| Saint-Bonnet-sur-Gironde   | 852              | 17150      | 17312     |
| Saint-Ciers-du-Taillon     | 503              | 17240      | 17317     |
| Saint-Dizant-du-Bois       | 102              | 17150      | 17324     |
| Saint-Georges-des-Agoûts   | 261              | 17150      | 17335     |
| Saint-Hilaire-du-Bois      | 271              | 17500      | 17345     |
| Saint-Martial-de-Mirambeau | 244              | 17150      | 17362     |
| Sainte-Ramée               | 125              | 17240      | 17390     |
| Saint-Sorlin-de-Conac      | 199              | 17150      | 17405     |
| Saint-Thomas-de-Conac      | 557              | 17150      | 17410     |
| Salignac-de-Mirambeau      | 150              | 17130      | 17417     |
| Semillac                   | 62               | 17150      | 17423     |
| Semoussac                  | 260              | 17150      | 17424     |
| Soubran                    | 373              | 17150      | 17430     |